# Coding Technologies
Coding Technologies är ett svenskt företag som utvecklar teknik för hantering av bild och ljud. Företaget startades av Lars Liljeryd år 1997 och har specialiserat sig på strömmande ljud där bandbredden är begränsad. Företaget har bland annat utvecklat tekniker som CT-aacPlus, Enhanced AAC+ och spectral band replication som nyttjar möjligheterna med psykoakustik. År 2007 köptes företaget upp av Dolby Laboratories för ca 1,6 miljarder kronor.